# 観光大使
観光大使（かんこうたいし、Sightseeing ambassador）とは、観光地の振興のために観光地の象徴的存在として広報活動に携わるボランティアのうち特に公共性の高い団体からの委嘱を受けた民間人や民間団体の地位・称号である。
類似する職名に広報大使(PR大使)、ふるさと大使、観光カリスマなどがある。

## 概要
観光業や地域振興を目的として、対外的に自らの地域を広報する者（ボランティア）のうち、特に公共性の高い団体である地方自治体（都道府県、市区町村）や民間団体（観光協会や商工会議所その他団体）が運営主体になり、地位・称号を定めて委嘱している。希望する者が応募し（志願）、選考された者が委嘱される。応募には地域選出で任期中の政治家（国会議員、都道府県議会議員、市区町村議会議員）や地方自治体職員、観光業界団体より推薦が必要な場合もある。
観光大使の活動は、観光大使制度の設置主体により様々であるが、概ね、東京他観光客の見込める大都市圏（大消費地）を巡業し、当地の広報活動を展開する他、シンポジウムその他観光振興に関連する行事の出席が予定されているという活動が常である。

## 問題点
選出方法や委嘱を受けた者が不祥事等を起こすなどで大使に相応しいか等の賛否両論になる場合があり、運営主体が対応に苦慮することもある。例えばとかち観光大使（北海道十勝総合振興局と十勝観光連盟）に地元選出現役国会議員を任命したが、与党政党所属者のみの任命で、選考が平等ではない（政治的に偏りがある）ことが問題として報じられた。